# Central European Initiative

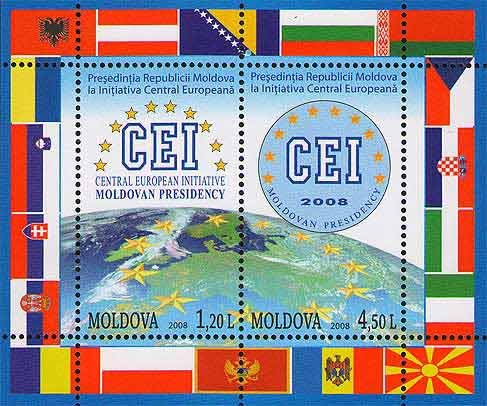
Moldawische Briefmarke mit CEI-Logo anlässlich der Präsidentschaft 2008

CEI-Mitgliedstaaten

Die Central European Initiative (CEI; französisch Initiative centre-européenne; in deutscher Amtssprache Zentraleuropäische Initiative) ist eine informelle Kooperation von Staaten Mitteleuropas auf den Gebieten Kultur, Technik und Naturwissenschaften. Sitz der CEI-Initiative ist Triest. Generalsekretär ist Giovanni Caracciolo di Vietri. Der Vorsitz wechselt jährlich innerhalb der Mitgliedstaaten.

## Geschichte
Die CEI-Initiative wurde am 11. November 1989 in Budapest auf Anregung von Erhard Busek (ehemals österreichischer Vizekanzler) von den zunächst fünf Staaten der Pentagonale gegründet, als die vier Außenminister der sogenannten Visegrád-Gruppe weitergehende Zusammenarbeit initiieren wollten. Die ersten Mitglieder waren (in alphabetischer Reihenfolge) Italien, Jugoslawien, Österreich, Ungarn und Tschechoslowakei. Als später auch Polen beitrat, meinten Skeptiker, dass nun die meisten Gebiete der Monarchie Österreich-Ungarn wieder vereint seien. Zu dieser Hexagonale kamen bis 1995 weitere Staaten Mittelosteuropas hinzu. Die CEI ist somit die älteste und größte Regionalorganisation Mitteleuropas.
Während die kulturelle und politische Kooperation mühsam war, gelang es auf einigen Gebieten der Technik und der Geowissenschaften, gemeinsame Entwicklungs- und Forschungsprojekte zu starten. Obwohl nicht alle zum Erfolg führten, wurden bereits 1991/92 Schritte zur Vereinheitlichung z. B. von Normen und des im früheren Ostblock lange darnieder liegenden Katasters gesetzt. Eine teilweise Vernetzung der Höhen- und Koordinatensysteme erfolgte mittels GPS wie auch von Forschungen in der Geodynamik. Dabei war Tschechien der wichtigste Initiator, u. a. weil es noch überregionale Vermessungsdaten des RGW besaß.
Ein Dauerproblem war die oft stockende Finanzierung durch die einzelnen Regierungen. Als der Krieg im ehemaligen Jugoslawien begann, zerbrach die Hexagonale fast daran. Nach dieser nahezu fruchtlosen Epoche wurde die Kooperation um 1993 mit den Neumitgliedern Bosnien, Kroatien und Slowenien als Zentraleuropäische Initiative (ZEI, engl. CEI) neu gegründet.
Während die offizielle Kooperation nur mangelhaft funktioniert und die CEI in den Medien kaum präsent ist, gibt es viele Kontakte z. B. von Forschungs- und Hochschulinstituten bis hin zu länderübergreifenden Projekten. Ein Beispiel dafür sind die Aktivitäten der sogenannten ALPACA-Regionen im Rahmen der Geophysik.
Im Juni 2018 wurde der Austritt Österreichs aus der Zentraleuropäischen Initiative bekannt. Laut Außenministerium sei eine weitere Teilnahme Österreichs „nicht zielführend“. Das Format dieser Organisation sei nicht mehr „in derselben Weise wie früher dazu geeignet, den heutigen europäischen Herausforderungen zu entsprechen“.

## Mitglieder

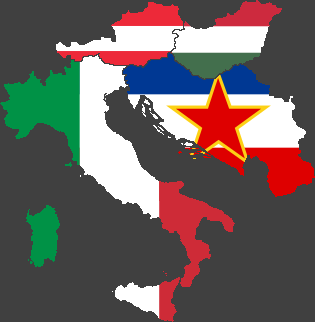
Gründungsmitglieder

Gründungsmitglieder:
- Österreich (1989)
- Ungarn (1989)
- Italien (1989)
- Jugoslawien (1989–1992)